# Falces
Falces è un comune spagnolo di 2 507 abitanti situato nella comunità autonoma della Navarra.